# Eddie Collins (baseball)
Pour les articles homonymes, voir Eddie Collins et Collins.

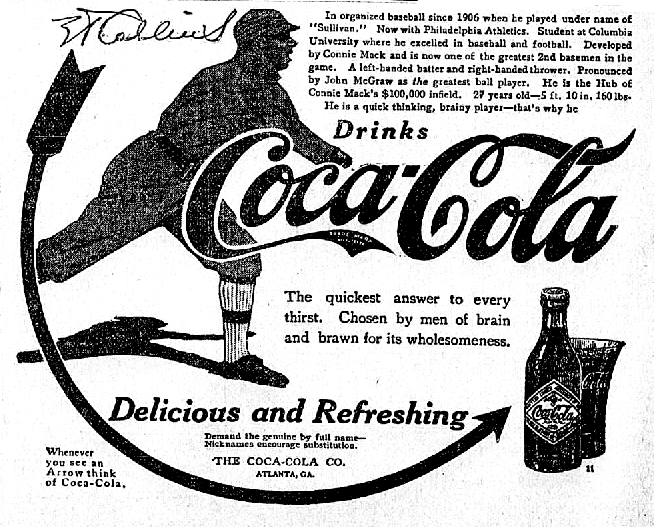
Collins dans un pub pour Coca-Cola de 1914.

Edward Trowbridge Collins, Sr. (né le 2 mai 1887 à Millerton, État de New York, mort le 25 mars 1951 à Boston, Massachusetts) était un joueur de deuxième but en Ligue majeure de baseball de 1906 à 1930. 
Il a joué 25 saisons dans les ligues majeures : 13 saisons avec les Athletics de Philadelphie et 12 saisons avec les White Sox de Chicago. Dans l'histoire des ligues majeures, il est classé 1er pour les amortis, 10e pour les coups sûrs, 7e pour les buts volés et 19e pour la moyenne au bâton. Il a remporté le prix du meilleur joueur des ligues majeures en 1914 avec 181 coups sûrs, 122 points et 58 buts volés.
En 1924, il devient manager-joueur des White Sox pendant trois saisons, gagnant 174 parties et en perdant 160. Après sa retraite sportive en 1930, il occupe un poste d'instructeur au sein de l'encadrement des Athletics pendant deux années (1931-1932). En 1933, il devient le premier manager général des Red Sox de Boston lors du rachat du club par Tom Yawkey. Jusqu'en 1947, il participera à la renaissance de la franchise qui avait enregistré une moyenne de 100 défaites par saison entre 1925 et 1933, en faisant signer notamment Ted Williams.

## Palmarès
- Meilleur total de points dans la Ligue américaine : 1912, 1913, 1914
- Meilleur total de buts volés dans la Ligue américaine : 1910, 1919, 1923, 1924
- Meilleur joueur des ligues majeures : 1914
- Élu au temple de la renommée du baseball en 1939